# جلیل‌لی
جلیل‌لی (به ترکی آذربایجانی: Cəlilli) یک منطقه مسکونی در جمهوری آذربایجان است که در شهرستان تووز واقع شده است. جلیل‌لی ۱۸۳۰ نفر جمعیت دارد.